# Cleisostoma
Lan miệng kín (danh pháp: Cleisostoma) là một chi hoa lan với khoảng 89 loài rải rác Ấn Độ, Đông Nam Á, Indonesia, New Guinea, Philippines đến Úc.

## Hình ảnh

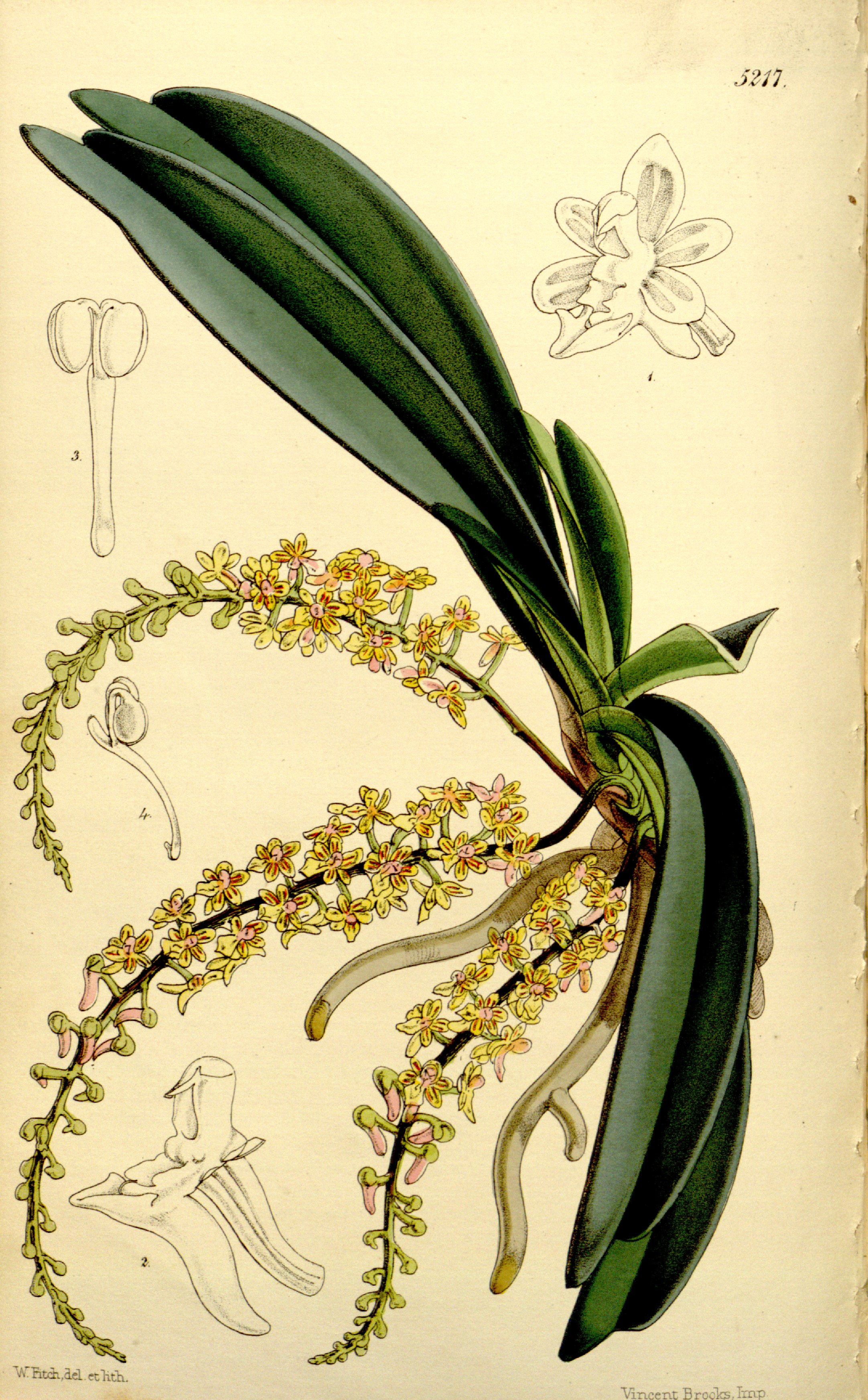

## Phân loài
- Cleisostomaarietinum
- Cleisostoma aspersum
- Cleisostoma bicorne
- Cleisostoma crassifolium
- Cleisostoma crochetii
- Cleisostoma dichroanthum
- Cleisostoma discolor
- Cleisostoma duplicilobum[2][3]
- Cleisostoma filiforme
- Cleisostoma halophilum
- Cleisostoma lecongkietii[4]
- Cleisostoma longi-folius
- Cleisostoma lowii
- Cleisostoma pachyfolium
- Cleisostoma pachyphyllus
- Cleisostoma pallidus
- Cleisostoma paniculatum
- Cleisostoma parishii
- Cleisostoma pendulata
- Cleisostoma phitamii[4]
- Cleisostoma racemiferum
- Cleisostoma ramosum
- Cleisostoma recurvum
- Cleisostoma rolfeanum
- Cleisostoma rostratum
- Cleisostoma sagittatum
- Cleisostoma sagittiforme
- Cleisostoma simondii
- Cleisostoma strongyloides
- Cleisostoma subulatum
- Cleisostoma tenuifolium
- Cleisostoma teretifolium
- Cleisostoma termissus
- Cleisostoma tricornutum[4]
- Cleisostoma tridentatus
- Cleisostoma uraiensis
- Cleisostoma williamsoni